# Escânia (condado)
Nota linguística: Não confundir grevskap (território governado por um conde) com län (subdivisão administrativa da Suécia).
O Condado da Escânia (em sueco: Skåne län;  ouça a pronúncia) é um dos 21 condados em que a Suécia está atualmente dividida.

É praticamente idêntico em forma e dimensão com a província histórica da Escânia, localizada na região histórica da Gotalândia (Götaland).

Com uma área de 10 965 km2, ocupa 2 % da superfície total do país, e tem uma população de 1 421 969 habitantes (2024). A sua sede administrativa (residensstad) está na cidade de Malmö e a sua assembleia regional (regionfullmäktige) em Kristianstad.

Por possuir uma faixa litorânea/litoral e se encontrar perto do continente europeu, Escânia possui alguns dos mais importantes portos da Suécia - Trelleborg, Helsingborg e Malmo - que facilitam na ligação com resto do continente, principalmente com a Dinamarca e a Alemanha.
A maior cidade da Escânia é Malmo, com 275 564 habitantes (28/9-08).

## História
O condado foi criado em 1 de janeiro de 1997 através da união dos condados de Kristianstad e  Malmöhus.

### O condado atual
Coincide praticamente com a província histórica da Escânia, abrangendo ainda a pequena freguesia de Östra Karup, que pertence à província histórica da Halland.

Gotalândia
O Condado da Escânia
A Província histórica da Escânia

### Brasão
O brasão do condado foi criado em 1998 e está baseado nos brasões dos antigos condados de Kristianstad e  Malmöhus.

## Geografia

### Comunas
O condado da Escânia abrange 33 comunas:

| 1. Bjuv 2. Bromölla 3. Burlöv 4. Båstad 5. Eslöv 6. Helsingborg 7. Hässleholm 8. Höganäs 9. Hörby 10. Höör 11. Klippan | 1. Kristianstad 2. Kävlinge 3. Landskrona 4. Lomma 5. Lund 6. Malmö 7. Osby 8. Perstorp 9. Simrishamn 10. Sjöbo 11. Skurup | 1. Staffanstorp 2. Svalöv 3. Svedala 4. Tomelilla 5. Trelleborg 6. Vellinge 7. Ystad 8. Åstorp 9. Ängelholm 10. Örkelljunga 11. Östra Göinge |

### Cidades e localidades principais
Os maiores centros urbanos do condado eram em 2018:

| #  | Centro urbano | População |
| -- | ------------- | --------- |
| 1  | Malmö         | 316 588   |
| 2  | Helsingborg   | 109 869   |
| 3  | Lund          | 91 940    |
| 4  | Kristianstad  | 40 926    |
| 5  | Landskrona    | 33 049    |
| 6  | Trelleborg    | 30 436    |
| 7  | Ängelholm     | 28 251    |
| 8  | Hässleholm    | 19 597    |
| 9  | Eslöv         | 19 573    |
| 10 | Ystad         | 19 498    |

### Comunicações
O condado é atravessado pelas estradas europeias E4, E6, E20, E22 e E65, assim como pelas linhas férreas Linha da Costa Oeste, Linha do Sul e Linha de Öresund.
Dispõe de aeroportos em Malmö e Ronneby, e de portos em Helsingborg, Malmö e Trelleborg.

### Desporto
O condado é a sede do famoso Torneio Internacional de Futebol Sub-21 de Skåne.

### Educação

#### Ensino superior
- Universidade de Lund (Lunds universitet; Lund)
- Universidade de Malmö (Malmö universitet; Malmö)
- Escola Superior de Kristianstad (Högskolan Kristianstad ; Kristianstad)

## Política e administração regional

### Órgão administrativo regional
Como subdivisão regional, o condado é chefiado por um governador (landshövding), nomeado pelo governo, e tem a missão de executar as tarefas administrativas do estado nesse mesmo condado, contando para tal com o ”Conselho Administrativo do Condado da Escânia” (Länsstyrelsen Skåne).

### O condado e a região
No mesmo território do Condado da Escânia (län), opera a Região Escânia (region). Enquanto que o condado é um órgão administrativo – cujo governador é nomeado pelo estado, a região é um órgão político – eleito pelos cidadãos, e responsável pela gestão local da saúde, transportes, cultura, etc…

### O condado na União Europeia
No âmbito da União Europeia, o Condado de Escânia é uma unidade estatística do tipo (Nuts 3).